# Karma (физический движок)
Karma (или Karma Engine) — физический движок, разработанный американской компанией MathEngine.

## История разработки
Первоначально физический движок Karma был разработан компанией MathEngine для собственных проектов и продаже третьим лицам. Движок успешно применялся в игровых проектах, в частности, помимо отдельных лицензий, компанией Epic Games он был встроен в свой игровой движок Unreal Engine (версий 2.0, 2X, 2.5, Runtime). Таким образом, большинство игр на этих движках используют физику Karma.
Позднее компания MathEngine была приобретена Criterion Software, и её штат влился в основную компанию. Лицензирование движка прекратилось, а все наработки Karma легли в основу новой версии физического движка RenderWare Physics — одного из компонентов игрового движка RenderWare. Шаг объединения данных технологий был запланирован компаниям ещё в момент оговаривания сделки.

## Технические характеристики
Главной особенностью движка является продвинутое использование физики тряпичной куклы, которая позволяет, например, анимировать суставы на модели персонажа, добившись реалистичного взаимодействия с окружающим миром. В играх использование физики тряпичной куклы обычно заметно при нарочито эффектных падениях персонажей, например, вследствие выстрела.
Помимо этого, поддерживается столкновений и физика транспортных средств.

## Игры, использующие Каrma

### Базирующиеся на Unreal Engine 2
- 2002 — Unreal Championship от Epic Games и Digital Extremes
- 2002 — Unreal Tournament 2003 от Epic Games и Digital Extremes
- 2002 — 2008 — America's Army от армии США
- 2003 — Unreal II: The Awakening от Legend Entertainment
- 2003 — Unreal Tournament 2004  от Epic Games и Digital Extremes
- 2003 — Postal 2 — от Running With Scissors
- 2005 — Brothers in Arms: Road to Hill 30 от Gearbox Software
- 2005 — Brothers in Arms: Earned in Blood от Gearbox Software
- 2006 — Brothers in Arms: D-Day от Gearbox Software
- 2006 — Red Orchestra: Ostfront 41-45 от Tripwire Interactive

### Базирующиеся на других игровых движках
- 2003 — Enter the Matrix[5] от Shiny Entertainment
- 2007 — The Witcher[6][7] от CD Projekt RED